# Йохан фон Спикс
Йохан Батист фон Спикс (на немски: Johann Baptist von Spix) е германски естествоизпитател, пътешественик, член на Баварската академия на науките от 1813 година.

## Биография

### Произход и образование (1781 – 1816)
Роден е на 9 януари 1781 година в Хохщат на Айш, Бавария, седмо от 11 деца. Изучава философия в Бамберг и получава научна степен. Във Вюрцбург изучава теология, но под влиянието на Фридрих Шелинг изоставя теологията и се заема с изучаване на медицина и естествени науки. За втори път получава научна степен и работи като лекар в Бамберг.
Със съдействието на Шелинг Спикс се премества на работа в Баварската академия на науките в Мюнхен. Кралят на Бавария Максимилиан I му отпуска стипендия, с която изучава зоология в Париж. По време на престоя си в Париж извършва морски биоложки екскурзии и първите си научни изследвания.
През 1810 година Спикс е назначен като доцент, а от 1811 – като куратор на зооложкия музей в Мюнхен. Същата година издава обширно произведение за историята и основите на зооложката систематика, което му донася всеобщо научно признание. През 1813 става член на Баварската академия на науките.

### Експедиционна дейност (1817 – 1820)
През 1817 – 1818, заедно с Карл Фридрих Филип фон Мартиус (1794 – 1868), се присъединява към австрийска експедиция в Бразилия. Заедно изследват района между река Сао Франсиско на запад и Атлантическия океан на изток, от Ору Прету в южния край на Серра ду Еспинясу до Жуазейру в долното течение на Сао Франсиско. Пресичат реката и достигат на запад до вододела между реките Сао Франсиско и Токантинс – Серра Жерал ди Гояс (884 м). Завиват на изток и достигат до град Салвадор. Оттам продължават на северозапад и достигат до Сан Луис, като по пътя пресичат реките Сао Франсиско и Паранаиба. Изследват флората на посетените райони.
По време на своето пътешествие Спикс и Мартиус преминават из вече изследвани райони и не са първооткриватели, но стават първите широко образовани специалисти, които изучават географията, флората и фауната на широката източна полоса на Бразилската планинска земя, главно басейна на река Сао Франсиско.
От юли 1819 до юни 1820 изследват Амазонка от устието ѝ до устието на десния ѝ приток река Жавари. На обратния път изследват долните течения на реките Рио Негро (до 1º ю.ш.) и Мадейра. От тази експедиция двамата донасят в Германия колекции от 6500 растения, 2700 насекоми, 85 млекопитаещи, 350 птици, 150 земноводни и 116 риби. Те и сега съставляват основна част от колекциите на Държавния зооложки музей в Мюнхен. Многочислените колекции от етнографски материали сега се намират в етнографския музей в Мюнхен.

### Последни години (1820 – 1826)
След експедициите Спикс започва да работи усилено върху зоологическите си материали и подготвя описание на пътуването си заедно с Карл фон Мартиус. Поради ранната смърт на Спикс на 13 март 1826 година, колегата му Мартиус довършва започнатите от него научни трудове, отнасящи се до експедицията им в Бразилия.

## Съчинения
- „Geschichte und Beurtheilung aller Systeme in der Zoologie nach ihrer Entwicklungsfolge von Aristoteles bis auf die gegenwärtige Zeit“ –  Nürnberg, Schrag'sche Buchhandlung I-XIV, 1811;
- „Abhandlung über die Affen der alten und der neuen Welt im Allgemeinen, insbesondere über den schwarzen Heulaffen (Simia Belzebul Linné) und über den Moloch (Simia Moloch Hofmannsegg) nebst den Abbildungen der beiden Letzten (Tab. XVII, XVIII), und einem Verzeichnis aller bis jetzt bekannten Affenarten“ –  Denkschr. d. Kgl. Akad. d. Wiss. München, 1814;
- „Cephalogenesis sive Capitis Ossei Structura, Formatio et Significatio per omnes Animalium Classes, Familias, Genera ac Aetates digesta, atque Tabulis illustrata, Legesque simul Psychologiae, Cranioscopiae ac Physiognomiae inde derivatae“ – Typis Francisci Seraphici Hübschmanni, Monachii, 1815;
- Spix & Wagler 1824: „Serpentum Brasiliensium Species novae ou Histoire Naturelle des especes nouvelles de Serpens, Recueillies et observées pendent le voyage dans l'interieur du Brésil dans les Années 1817, 1818, 1819, 1820 ... publiée par Jean de Spix, ... écrite dàprès les notes du Voyageur par Jean Wagler – Typis Franc“. Seraph. Hübschmanni, Monachii: 1 – 75, 26 Taf. – reprinted 1981 Soc. for the Study of Amphibians and Reptiles, Oxford; with an introduction by P. E. Vanzolini
- Spix & Martius 1823 – 1831: „Reise in Brasilien auf Befehl Sr. Majestät Maximilian Joseph I. König von Baiern in den Jahren 1817 – 1820 gemacht und beschrieben“. 3 Bde und 1 Atlas – Verlag M. Lindauer, München. 1388pp. (Bd. II und III bearb. und hrsg. von C.F.Ph. v. Martius) – Neudruck, 1967, F. A. Brockhaus Komm. Ges. Abt. Antiquarium, Stuttgart.